# فنسنت برايس
فنسنت برايس (22 مايو 1895 - 29 مايو 1973) (بالإنجليزية: Vincent Price)‏ هو لاعب كريكت بريطاني (وحمل سابقاً جنسية المملكة المتحدة لبريطانيا العظمى وأيرلندا).

## وصلات خارجية
- فنسنت برايس على موقع إي آس بي آن كريك إنفو (الإنجليزية)